# フルウィア (マルクス・アントニウスの妻)
フルウィア（ラテン語: Fulvia ラテン語発音: [ˈfʊɫwɪ.a]; 紀元前83年ごろ – 紀元前40年）は、共和政ローマ末期の貴族の女性。プブリウス・クロディウス・プルケル、ガイウス・スクリボニウス・クリオ、マルクス・アントニウスという当時ローマの第一線にいた3人の政治家・軍人と結婚し、政界に影響力を持った。なお3人の夫はいずれもポプラレスのトリブヌスであり、ガイウス・ユリウス・カエサルの支持者だった。特に3番目の夫のアントニウスの動向を左右したことで知られているが、多くの学者は彼女が3人の夫それぞれに政治的に影響を与えていたと考えている。
フルウィアはアントニウスを動かし、オクタウィアヌスを除くため紀元前41年にペルシア（現ペルージャ）で決起したが、敗れて追放された。彼女は宗教的な役職に就いていない者で初めてローマの硬貨に描かれた女性である。

## 生涯

### 前半生
フルウィアはローマもしくはトゥスクルムで生まれ育った。生年月日は不明である。彼女はトゥスクルムを起源とするフルウィウス氏族の出身であった。この氏族は共和政ローマでも豊かで傑出したプレブスの一族で、多くの執政官や元老院議員を輩出したが、紀元前125年を最後に執政官が生まれていなかった。フルウィアはマルクス・フルゥィウス・バンバリオ（「バンバリオ」は演説の際の優柔不断ぶりからついた「吃り」という意味のあだ名）とセンプロニアの一人娘だった。母方の祖父センプロニウス・トゥディタヌスはロストラから人々に金を撒くのを好み、マルクス・トゥッリウス・キケロは彼を狂人と呼んでいる。

### クロディウス・プルケルとの結婚

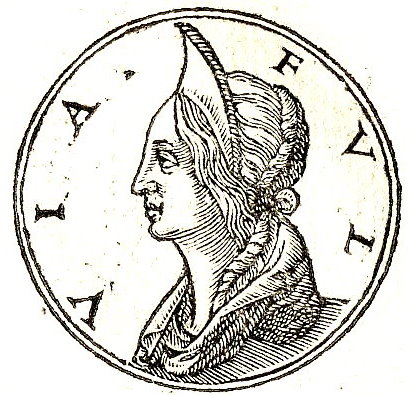
フルウィア（プロンプトゥアリー・イコヌム・インシグニオルムより）

紀元前62年ごろ、フルウィアはプブリウス・クロディウス・プルケルと最初の結婚をした。二人の間には、父と同名のプブリウス・クロディウス・プルケルという息子と、クロディア・プルクラという娘が生まれた。夫婦はどこへ行くにも一緒だった。
紀元前52年、クロディウスはプラエトルに立候補したが、執政官候補のティトゥス・アンニウス・ミロとの対立が激化し、暴力的な争いへとエスカレートした。1月18日、クロディウスは祖先が建設したアッピア街道でミロとその手下たちに殺害された。フルウィアの名が公の記録に現れるのは、この夫の死後である。彼女は公の場で夫の遺体に覆いかぶさって嘆き悲しみ、遺体を引いてローマの道々を練り歩くという行動に出た。クロディウスは民衆に人気があったため、怒った群衆が遺体を取り上げ、元老院で火葬させた。フルウィアは母センプロニアとともにミロの裁判に出席し、原告側で最後の証言を行った。ミロは有罪とされ、追放された。
クロディウスは生前に多くの手下を囲っていたが、彼らは主人の死後にはフルウィアに従うようになった。実際に、彼女がコレギウム（結社）を組織していたとする証拠もいくつか残っている。クロディウスの未亡人かつその子たちの母親として、フルウィアはクロディウスの遺志を継ぐ象徴となり、その影響力が後の夫たちにも受け継がれていくことになる。

### スクリボニウス・クリオとの結婚
フルウィアが未亡人のままであった時期はそう長くはならなかった。ローマ人の慣習では服喪期間は10か月で、フルウィアはおそらく夫の服喪が明けて間もなくガイウス・スクリボニウス・クリオと再婚したとみられている。実際、2人の結婚した年は紀元前52/1年である。クロディウスと同様、クリオは平民の間で非常に人気があった。クロディウスほどの名家ではなく、最近になって執政官を出したばかりの家の出身だったが、保有する富では勝っていた。政治的にはもともと閥族派に属していたクリオであったが、フルウィアとの結婚後に平民派に転じ、クロディウスの迎合主義的な政策を多く継承した。そして間もなく、彼はガイウス・ユリウス・カエサルやクロディウス派支持者たちにとって重要な人物となっていった。紀元前50年、クリオはトリブヌスに選出された。
紀元前49年、クリオはカエサルの命に従って北アフリカのヌミディア王ユバ1世と戦ったが、バグラダス川の戦いで戦死した。この内戦中、フルウィアはカエサルの部隊が支配するイタリアの中で、ほぼローマおよびその近辺から離れなかった。クリオが死去した時点で、フルウィアの下にはクロディウスとの間の2人の子とともに、クリオの子を妊娠中もしくは出産したばかりだった。

### マルクス・アントニウスとの結婚

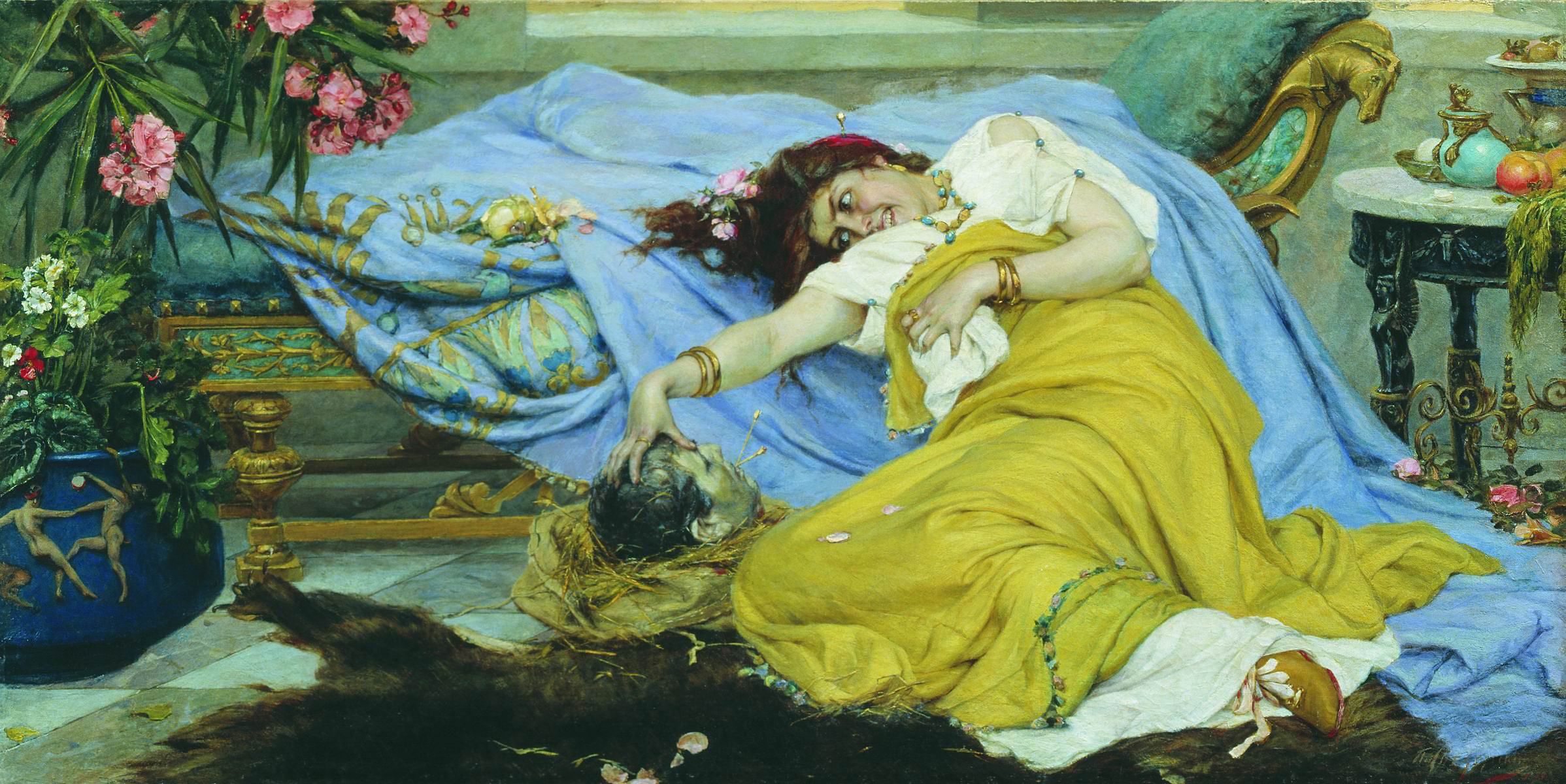
『フルウィアとキケロの首』（パーヴェル・スヴェドムスキー画）

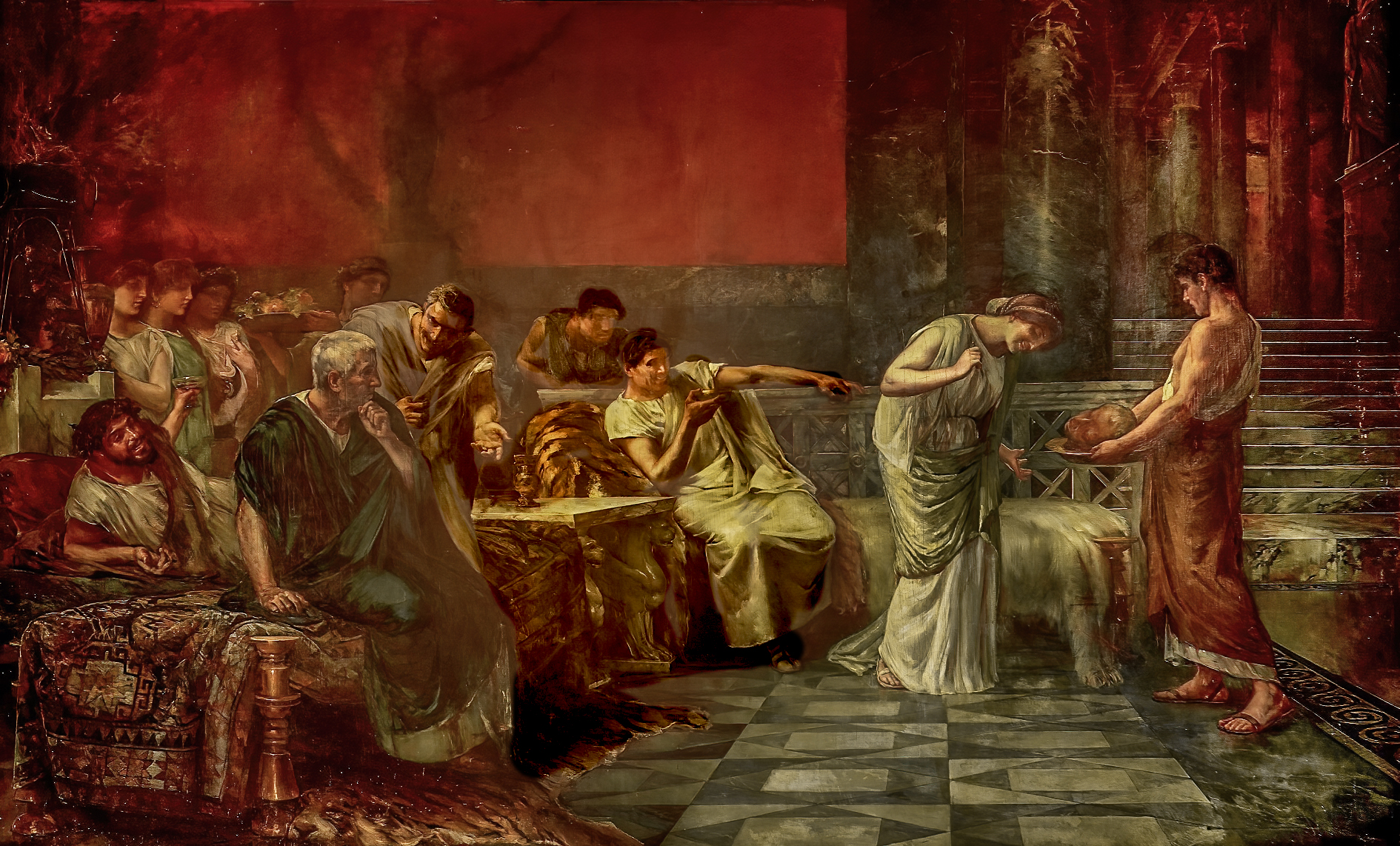
『フルウィアの復讐』（Francisco Maura Y Montaner画、1888年）。キケロの首を念入りに調べるフルウィア, 1888

クリオの死後も、フルウィアはローマのエリート階級で影響力のある未亡人であり続けた。彼女の、クロディウスの妻という名声とクロディウスから受け継がれたクリエンテラは健在であり、新たに彼女の夫となる者はその資金と支持組織を手に入れることが約束されていた。しかもその夫となる者はクロディウスの子どもたちの継父となるため、さらにクロディウスの政治との関係を強めることが可能となっていた。
紀元前47/6年、フルウィアはマルクス・アントニウスと、3度目にして最後の結婚をした。二人が結婚したのはクリオの死後数年たってからだが、マルクス・トゥッリウス・キケロは、二人の関係は紀元前58年から続いていたとしており、キケロはアントニウスを攻撃する著作『フィリッピカエ』でこの男女関係を攻撃材料に使った。彼によれば、フルウィアとクロディウスが結婚していた頃のある時、アントニウスが一度軍務を離れて夜中にローマに忍んで帰り、フルウィアに、彼女への愛と、自分がいかに有名女優キュセリスを見るのを止めたのかをつづった恋文を届けたのだという。さらにキケロは、アントニウスは金目当てでフルウィアと結婚したのだと述べている。二人が結婚した時点で、アントニウスはすでに高位へ上り詰めた政治家となっていた。紀元前49年にはもうトリブヌスを経験し、カエサルの下で軍を指揮し、紀元前47年にはマギステル・エクィトゥムに就任していた。アントニウスとフルウィアの夫婦はローマにおける強力な政治勢力となり、またマルクス・アントニウス・アンテュッルスとユッルス・アントニウスという2人の息子をもうけた。
プルタルコスはフルウィアがアントニウスに強い影響力を持っており、クロディウスの政策が彼女を通してアントニウスに継承されたと考えている。フルウィアは夫アントニウスをキケロの攻撃から守り、夫の兵からの人気を維持し、オクタウィアヌスの台頭を妨害した。実のところ、フルウィアは未だにかつてクロディウスが組織した手下たちを使役していた。アントニウスは彼らを公然と利用し、自身をクロディウスの息子たちと結び付けた。またアントニウスは、プブリウス・コルネリウス・ドラベッラとの抗争の際にもクロディウスの手下たちを使うことができた。
ガイウス・ユリウス・カエサルが暗殺されると、アントニウスはローマで最も力のある人物となった。フルウィアは、その後の彼の政治活動に多大な影響を与えた。元老院は、カエサルが死んだ後になってその人気ぶりを認識し、カエサルが計画していた立法をすべて通過させた。これによりアントニウスはカエサル時代の国庫を掌握するとともに、あらゆる法を通すことができるようになり、フルウィアと共に財産と大きな権力を手に入れることができた。伝えられるところによれば、紀元前44年のアントニウスの遠征の際には、フルウィアもブルンディシウムの軍営まで帯同したという。アッピアノスによれば、紀元前44年12月と紀元前43年の二回にわたり、アントニウスの不在中にキケロが彼を国家の敵と宣言させるよう画策した際、フルウィアはアントニウス支持の基盤を固めてそのような布告の発布を阻止した。
紀元前43年、アントニウスはオクタウィアヌスやマルクス・アエミリウス・レピドゥスと組んで第二次三頭政治体制を築き、プロスクリプティオを発動した。フルウィアは三頭政治の政治的同盟関係を強固なものとするため、娘のクロディアを若いオクタウィアヌスに嫁がせた。アッピアノスやカッシウス・ディオによれば、アントニウスらが暴力的なプロスクリプティオを展開して政敵を排除し、ローマ支配のための資金をかき集めようとした際に、フルウィアもこれに加担していたとしている。アントニウスは自身の政敵、特にキケロを追及した。もともとキケロは、アントニウスがカエサル死後に執政官の職権を乱用している、と公然と批判していた。アントニウスによってキケロが殺されたときについて、多くの古代の文献では、フルウィアはアントニウスやクロディウスを侮辱したキケロへの復讐が成ったことを喜んだ、と記録している。カッシウス・ディオによれば、フルウィアは嬉々として自分の金製ヘアピンを使い、キケロが生前武器として雄弁を生み出してきた舌を切り刻み、最後の復讐を遂げた、とされている。

### オクタウィアヌスとの対立
紀元前42年、アントニウスとオクタウィアヌスは、カエサルを暗殺したマルクス・ユニウス・ブルトゥスとガイウス・カッシウス・ロンギヌスを追撃した。フルウィアはローマに残り、そこでは最も影響力のある女性であった。カッシウス・ディオによれば、フルウィアはローマの政治を牛耳っていた。ディオは、「翌年、プブリウス・セルウィリウスとルキウス・アントニウスが名目的に執政官となったが、実際には（執政官にあたるのは）アントニウスとフルウィアだった。オクタウィアヌスの姑でアントニウスの妻である彼女は、怠惰なレピドゥスに一切敬意を払わず、自らの手で物事を差配したため、元老院も民衆も、彼女の悦楽と引き換えに自身の仕事を行うことができなかった」と述べている。
まもなく、三頭政治を行う3人は管轄する属州を分担することになった。レピドゥスは西方を取り、アントニウスはエジプトへ赴き、そこでクレオパトラ7世と出会うことになる。一方オクタウィアヌスは紀元前41年にローマに帰ってきてカエサルに従ってきた古参兵たちに土地を分配し、フルウィアの娘クロディアと離婚したうえで、フルウィアが最高権力を得る野望を抱いていると弾劾した。アントニウス不在中にオクタウィアヌスが古参兵たちの忠誠を獲得し始めたのに脅威を感じたフルウィアは、得た土地に入植していった古参兵たちのもとを子どもたちを連れて巡回し、古参兵たちにアントニウスへの借りを思い起こさせようとした。またフルウィアは、アントニウスとレピドゥスが土地分配執行者の名誉にあずかれるよう、アントニウスが帰還するまで土地分配を遅らせるよう運動した。オクタウィアヌスがイタリアにおり、アントニウスは遠方にいるという不利を覆すべく、フルウィアは夫の弟ルキウス・アントニウスと協力して、公然とマルクス・アントニウスを支持する反オクタウィアヌス運動を展開した。
彼女の行動は、政界と社会に不穏な空気をもたらした。紀元前41年、オクタウィアヌスとフルウィアの対立関係が火を噴き、戦争に発展した。アッピアノスは、この戦争の首謀者はフルウィアであるとし、彼女がエジプトでのアントニウスとクレオパトラ7世の不倫関係に嫉妬を抱いたのが原因であったとしている。フルウィアが、アントニウスの関心をイタリアに引き戻すべく、オクタウィアヌスとルキウス・アントニウスの対立を煽った可能性もある。ただ一方で、アッピアノスは指揮官たちの利己的な野望と、自身の兵たちをコントロールできない無能ぶりも戦争の原因であったと述べている。

### ペルシア包囲戦
フルウィアはルキウス・アントニウスとともにイタリア内の8個軍団を召集し、夫マルクス・アントニウスの権利を守るべくオクタウィアヌスとの戦争を始めた。この軍がまずローマを短期間占領した後、ルキウス・アントニウスはプラエネステで軍を再編したが、その後ペルシア（現ペルージャ）に撤退し、オクタウィアヌスの軍に包囲された。ルキウスは、ガリアにいるアントニウスの軍団が援軍に駆け付けてくるのを期待していた。しかしこの戦争を予期していなかったアントニウスは未だ東方属州に滞在しており、彼の軍団にも命令を出していなかったため、ルキウスへの援軍は現れなかった。この間も、フルウィアはプラエネステにいてルキウスを支援しようとした。アッピアノスによれば、彼女は「ガリアからウェンティヂウス、アシニウス、カレヌスをルキウスの援軍として呼び戻そうとし、また別の軍勢を組織して、プランクスに指揮権を与えルキウス援護に向かわせた」。この戦争において、オクタウィアヌスは投石器の弾にフルウィア個人を侮辱する文言を刻んで投げ込ませ、紀元前40年には彼女を指した下品なエピグラムを書いた。その内容は、アントニウスが高級娼婦あがりのカッパドキアの王母グラピュラとの不倫に走っている、というものだった。そのエピグラムの一部が、1世紀の風刺詩人マルティアリスの作品の中に引用されている。
意地の悪いラテン語の検閲官よ、読むがよい、
カエサル・アウグストゥスの6つの無礼な韻文を。
「アントニウスがグラピュラを犯すゆえに、フルウィアは
私を罰するのだ、同じように私に彼女を犯せと。
私がフルウィアを犯すだと？もしマニウスが私に
彼を犯してくれと乞うてきたら？私はするだろうか？そうは思わない、私が正気であれば。
「まぐわるか戦うか」と彼女は言う。彼女は、
私にとって私の針は命そのものよりかわいいものだと知らないのか？ラッパを鳴り響かせろ！」
アウグストゥスよ、おまえは間違いなく私の気が利いた本を許したもうた、
おまえはローマ人の率直さを語る大家であるゆえに。

### 亡命と死
2か月に及ぶペルシアの包囲の末、食料が尽きて飢えたルキウスは、紀元前40年2月にオクタウィアヌスに降伏した。フルウィアは子どもたちを連れてギリシアに脱出した。アッピアノスによれば、彼女はアテネでアントニウスと再会した。アントニウスは彼女が戦争に関わったことに腹を立てていた。アントニウスがオクタウィアヌスと和解するべくローマに向かった一方で、フルウィアはアカエア地方コリントス近くのシキオンで謎の病に倒れ、没した。彼女の死後、アントニウスとオクタウィアヌスは互いの対立の責任をフルウィアになすりつけた。プルタルコスは、「カエサル（オクタウィアヌス）と和解する機会はもっとあった。アントニウスがイタリアに至ると、カエサルが彼の責任を問わない意を明確にし、アントニウスは彼自身のあらゆる責任をフルウィアに負わせる用意ができていたのだ。」と記している。アントニウスはオクタウィアヌスの姉小オクタウィアと再婚し、公にオクタウィアヌスとの和解を演出した。この後、アントニウスは二度とイタリア内にかつてのような地位と勢力を取り戻すことができなかった。

### 子女とその後
アントニウスと結婚した小オクタウィアは、フルウィアの子どもたちを全員引き取って養育した。フルウィアの子どもたちのうち娘のクロディア・プルクラは、オクタウィアヌスと離婚した後のことは不明である。息子のマルクス・アントニウス・アンテュッルスは、アントニウスが滅亡した後の紀元前30年にオクタウィアヌスによりアレクサンドリアで処刑された。その弟のユッルス・アントニウスは助命され、小オクタウィアの娘大マルケッラと結婚し、ルキウス・アントニウスが生まれた。ユッラ・アントニアもこの夫婦の子である可能性がある。しかしユッルス・アントニウスは後にアウグストゥスの娘ユリアと不倫関係になり、陰謀をたくらんだことでアウグストゥスの怒りを買い、紀元前2年に自殺した。